# Klarer Fall für Bär
Klarer Fall für Bär ist ein deutscher Regionalkrimi von Dirk Pientka aus dem Jahr 2011. Die Erstausstrahlung erfolgte am 6. Januar 2011 im ZDF.

## Handlung
Anwalt Richard Bär kehrt nach Jahren wieder zurück in seine alte bayerische Heimat, wo er seinem Vater, mit dem er zerstritten ist, erstmals nach all der Zeit wieder gegenübertritt. Beruflich erhält Bär die Bitte, Anne Millner, die in U-Haft sitzt, zu verteidigen. Millner soll ihren Freund Jonas Bernhuber erstochen haben. Der Vater des Ermordeten belastet sie sehr.

## Hintergrund
Klarer Fall für Bär wurde unter dem Arbeitstitel Der Bär kehrt zurück vom 16. März 2010 bis zum 15. April 2010 an Schauplätzen in München und Umgebung gedreht. Produziert wurde der Film von der neuen deutschen Filmgesellschaft. Im Dezember 20211 wurde unter dem Titel Gefährlicher Freundschaftsdienst ein zweiter Fernsehfilm mit Anwalt Richard Bär ausgestrahlt.

## Kritik
Die Kritiker der Fernsehzeitschrift TV Spielfilm zeigten mit dem Daumen nach oben und vergaben für Humor, Anspruch, Action und Spannung einen von drei möglichen Punkten. Sie urteilten, „der Bayernkrimi, in dem Vater-Sohn-Konflikte eine gewichtige Rolle spielen, gleitet zwar manchmal ins Pilcher-Idyll ab, gefällt aber durch urig-schroffen Charme und die gute Besetzung“. Sie resümierten: „Diesem Bären können sie sich getrost nähern“.